# 대승오온론
《대승오온론(大乘五蘊論)》(산스크리트어: Pañcaskandhaka-prakaraṇa)은 인도불교의 유식학(唯識學) 총 3기 중 제2기의 논사인 세친(世親: 316?~369?)이 지은 논서이다.
현대의 유식학 학자들은 인도불교의 유식학의 역사를 총 3기로 나누는데, 제1기는 미륵과 무착의 유식학, 제2기는 세친의 유식학, 제3기는 안혜와 호법 등의 10대 논사들의 유식학을 의미한다.
별칭으로 《조석체의론(粗釋體義論)》 또는 《의명석의론(依名釋義論)》이라고도 하며, 약칭하여 《오온론(五蘊論)》이라고도 한다.
《대승오온론》은 총 1권으로 되어 있으며 당(唐)의 현장(玄奘: 602~664)의 한역본이 있다. 초기불교의 대표적인 법체계인 5온(五蘊)을 대승불교 유식유가행파의 법체계인 5위 100법의 법체계의 관점에서 논설하고 있다. 이와 함께, 초기불교의 다른 법체계인 12처(十二處)와 18계(十八界)도 대승불교의 관점에서 논하고 있다.
총 1권으로 이루어진 단편임에도 불구하고 대승의 5온법[大乘五蘊法]을 명료하게 보여주고 있다. 즉 5온에 대한 대승불교의 관점과 해석 그리고 대승불교적 체계화 또는 재조직화를 명료하게 보여주고 있다. 법상종의 유가10지론(瑜伽十支論) 가운데 하나이다.
주석서로는 안혜(安慧, Sthiramati: 475~555)가 저술하고, 지바가라(地婆訶羅, Divākara, 日照: 613~687)가 한역한 《대승광오온론(大乘廣五蘊論)》 1권이 있다.

## 같이 보기
- 마음작용 (대승오온론·광오온론)
- 심불상응행법 (대승오온론·광오온론)

## 참고 문헌
- 고려대장경연구소 (K0618 (T.1612)). 《대승오온론 해제》. 2013년 1월 13일에 확인. |title=에 외부 링크가 있음 (도움말)
- 곽철환 (2003). 《시공 불교사전》. 시공사 / 네이버 지식백과. |title=에 외부 링크가 있음 (도움말)
- 세친 지음, 현장 한역, 송성수 번역 (K.618, T.1612). 《대승오온론》. 한글대장경 검색시스템 - 전자불전연구소 / 동국역경원. K.618(17-637), T.1612(31-848). |title=에 외부 링크가 있음 (도움말)
- 안혜 지음, 지바하라 한역, 조환기 번역 (K.619, T.1613). 《대승광오온론》. 한글대장경 검색시스템 - 전자불전연구소 / 동국역경원. K.619(17-641), T.1613(31-850). |title=에 외부 링크가 있음 (도움말)
- 운허.  동국역경원 편집, 편집. 《불교 사전》. |title=에 외부 링크가 있음 (도움말)
- 황욱 (1999). 《무착[Asaṅga]의 유식학설 연구》. 동국대학원 불교학과 박사학위논문.
- (중국어) 星雲. 《佛光大辭典(불광대사전)》 3판. |title=에 외부 링크가 있음 (도움말)
- (중국어) 세친 조, 현장 한역 (T.1612). 《대승오온론(大乘五蘊論)》. 대정신수대장경. T31, No. 1612, CBETA. |title=에 외부 링크가 있음 (도움말)
- (중국어) 안혜 조, 지바하라 한역 (T.1613). 《대승광오온론(大乘廣五蘊論)》. 대정신수대장경. T31, No. 1613, CBETA. |title=에 외부 링크가 있음 (도움말)
- (중국어) 혜소 술 (T.1832). 《성유식론요의등(成唯識論了義燈)》. 대정신수대장경. T43, No. 1832 CBETA. |title=에 외부 링크가 있음 (도움말)